# Rybinskreservoaren

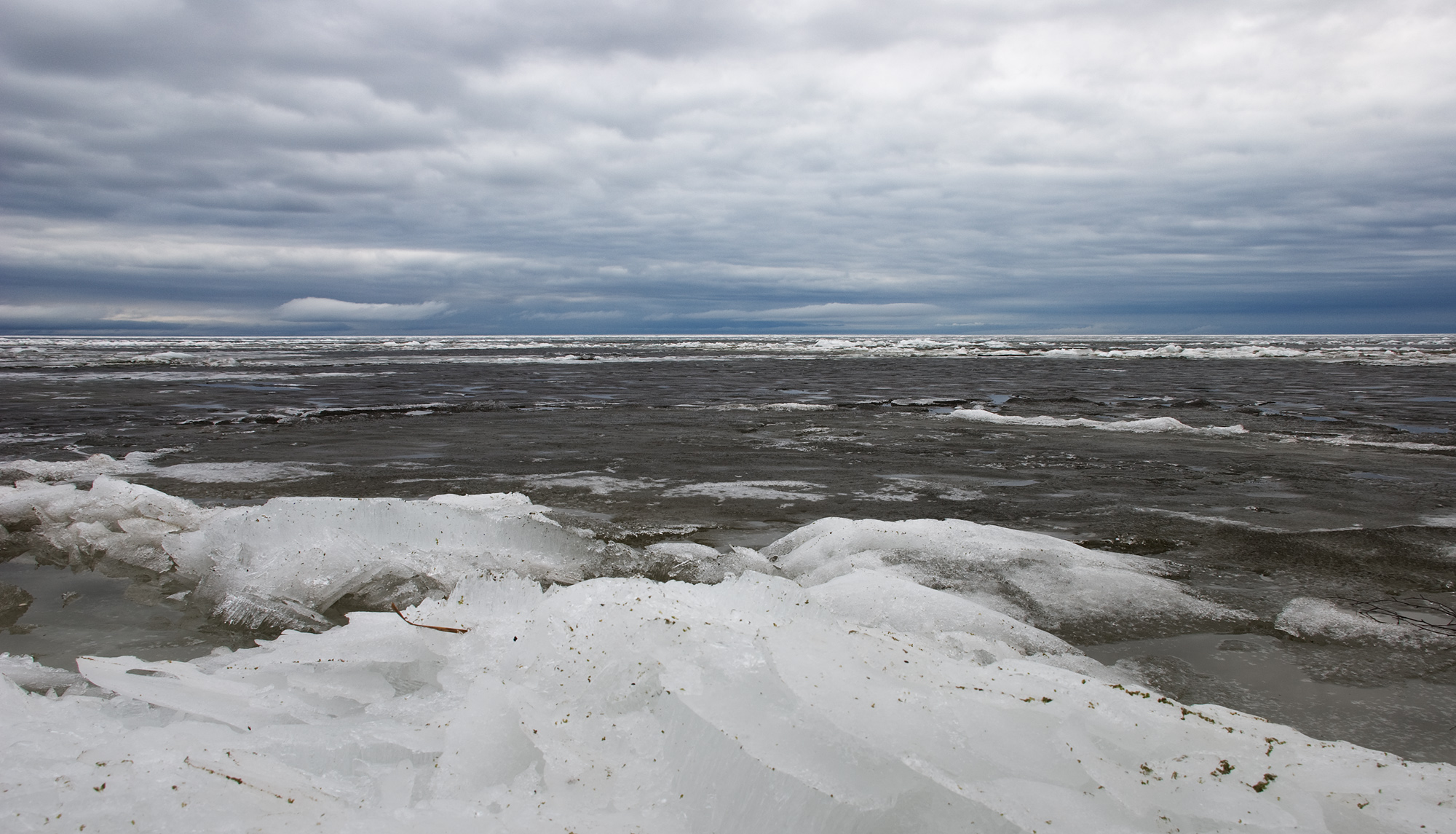
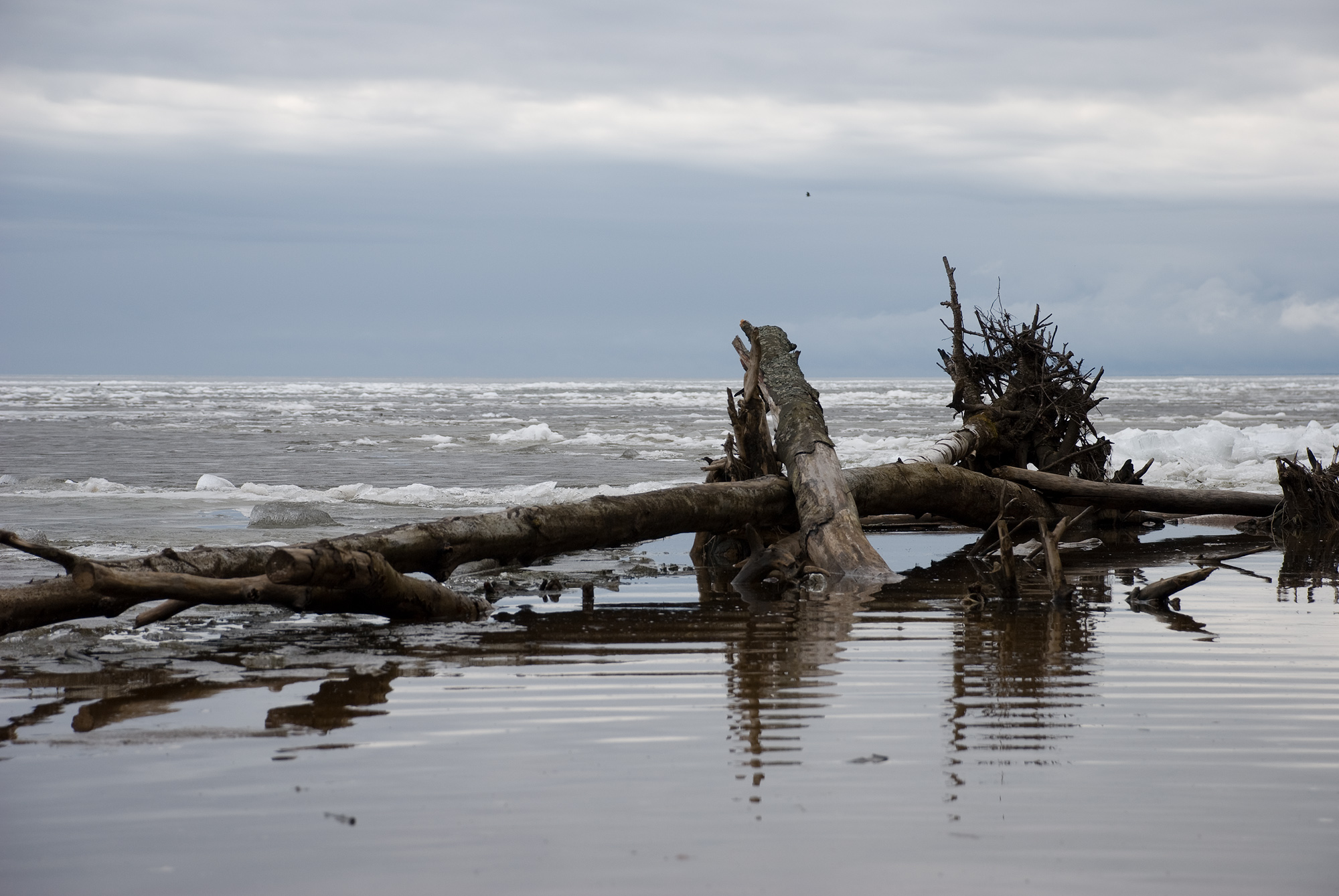
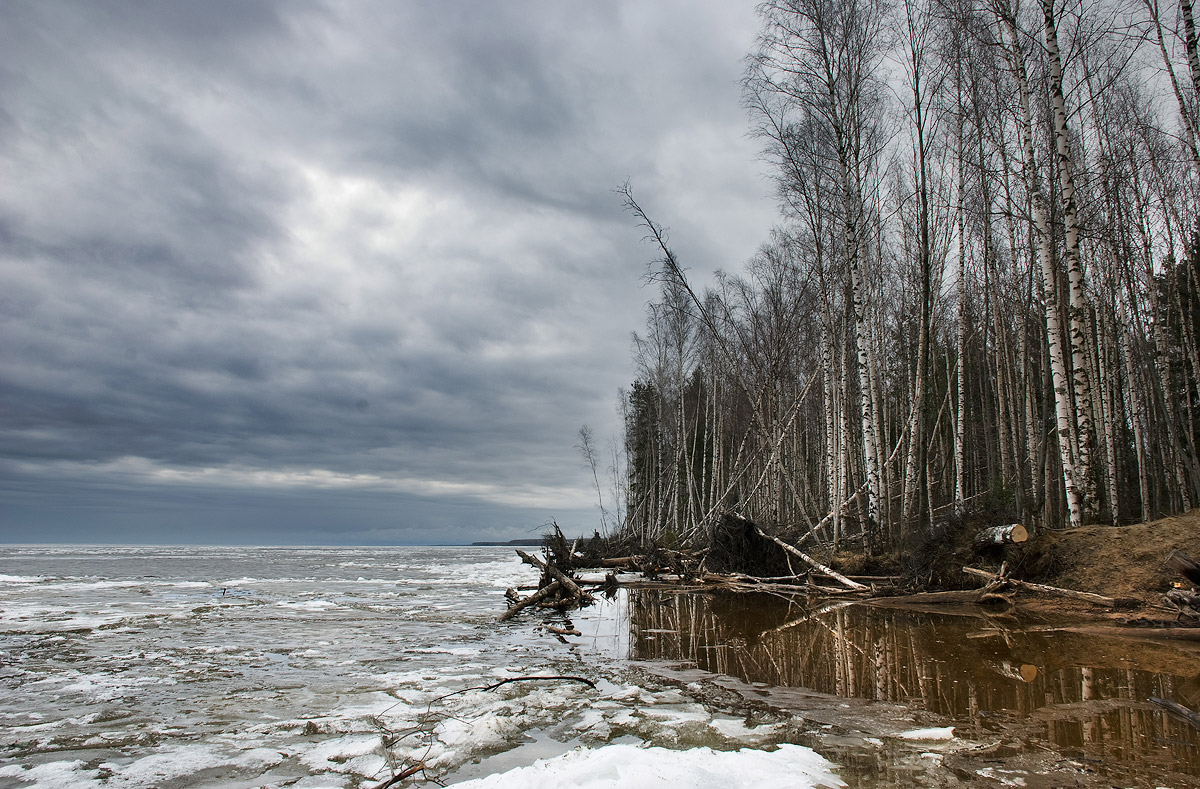

Rybinskreservoaren (ryska: Ры́бинское водохрани́лище, Rybinskoye vodokhranilishche), är en enorm reservoar västra Ryssland, belägen 300 km norr om Moskva i floden Volga och dess bifloder Sjeksna och Mologa.
Reservoaren är bildad av Rybinsks vattenkraftverks fördämning, och ligger i territorierna Tver, Vologda och Jaroslavl oblast. Reservoaren är 4 580 km² stor, ungefär 80% av Vänerns yta, och är världens åttonde största reservoar. Rybinskreservoaren utgör Volgas nordligaste punkt, Volga-Östersjökanalen startar här. Viktigaste hamnar i reservoaren är Tjerepovets och Vesjegonsk.
Byggandet av dammen i Rybinsk påbörjades 1935. Vattenpåfyllningen började i april 1941, och höll på till 1947. Ungefär 150 000 människor tvingades flytta, och den före detta staden Mologa samt 663 byar lades helt under vatten.